# Päite
Päite este o arie protejată (arie specială de conservare — SAC, sit de importanță comunitară — SCI) din Estonia întinsă pe o suprafață de 128,8 ha, integral pe uscat.

## Localizare
Centrul sitului Päite este situat la coordonatele 59°24′54″N 27°38′05″E / 59.4149°N 27.6347°E.

## Înființare
Situl Päite a fost declarat sit de importanță comunitară în aprilie 2004 pentru a proteja un număr necunoscut de specii din flora spontană și fauna sălbatică aflate în arealul zonei. Situl a fost protejat și ca arie specială de conservare în iulie 2005.

## Biodiversitate
Situată în ecoregiunea boreală, aria protejată conține 2 habitate naturale: Faleze cu vegetație de pe coastele atlantice și baltice, Păduri pe pante, grohotișuri și ravene de Tilio-Acerion.
La baza desemnării sitului se află un număr nedeclarat de specii protejate.